# Traversères
Traversères é uma comuna francesa na região administrativa de Occitânia, no departamento de Gers. Estende-se por uma área de 10,46 km². Em 2010 a comuna tinha 73 habitantes (densidade: 7 hab./km²).